# Pascal Plovie
Pour les articles homonymes, voir Plovie.
Pascal Plovie est un footballeur belge, né le 7 mai 1965 à  Bruges (Belgique).
Il a été défenseur au FC Bruges et au Royal Antwerp FC.
Il a été international de 1990 à 1992, dont une rencontre lors de la Coupe du monde 1990 en Italie.
Une fois sa carrière de joueur terminée, Pascal Plovie est devenu responsable du matériel au FC Bruges.

## Palmarès
- Champion de Belgique en 1990, 1992 et 1996 avec le FC Bruges
- Vainqueur de la Coupe de Belgique en 1986, 1991, 1995 et 1996 avec le FC Bruges